# Jiulong He (Sichuan)
Der Jiulong He (chinesisch 九龙河, Pinyin Jiŭlóng Hé, tibetisch Nyaola Chu) ist ein Nebenfluss des Yalong Jiang in dem zum Autonomen Bezirk Garzê der Tibeter gehörenden Kreis Jiulong (Gyaisur) in der südwestchinesischen Provinz Sichuan. 
Er ist 128 km lang, überwindet einen Höhenunterschied von etwa 2500 Metern und führt bis zu 200 Kubikmeter Wasser pro Sekunde.